# Vallonska Brabant

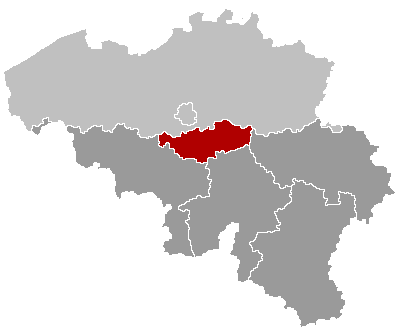
Provinsen Brabant Wallon (rött) i regionen Vallonien (mörkgrått) och Belgien. Det ljusgrå är Flandern och Bryssel.

Vallonska Brabant (franska: Brabant Wallon, nederländska: Waals-Brabant), är en vallonsk provins i centrala Belgien. Provinsen bildades vid delningen av den tidigare provinsen Brabant, i Flamländska Brabant och Vallonska Brabant. Provinsen uppstod officiellt 1 januari 1995 och har 396 636 invånare (1 januari 2016) med en area på 1 093 km². Huvudstad i provinsen är Wavre.

## Distrikt och kommuner
Provinsen består av 1 distrikt (Nivelles; nederländska: Nijvel) och 27 kommuner.
- Beauvechain
- Braine-l'Alleud
- Braine-le-Château
- Chastre
- Chaumont-Gistoux
- Court-Saint-Etienne
- Genappe
- Grez-Doiceau
- Hélécine
- Incourt
- Ittre
- Jodoigne
- La Hulpe
- Lasne
- Mont-Saint-Guibert
- Nivelles
- Orp-Jauche
- Ottignies-Louvain-la-Neuve
- Perwez
- Ramillies
- Rebecq
- Rixensart
- Tubize
- Villers-la-Ville
- Walhain
- Waterloo
- Wavre